# Thỏ Bỉ lớn

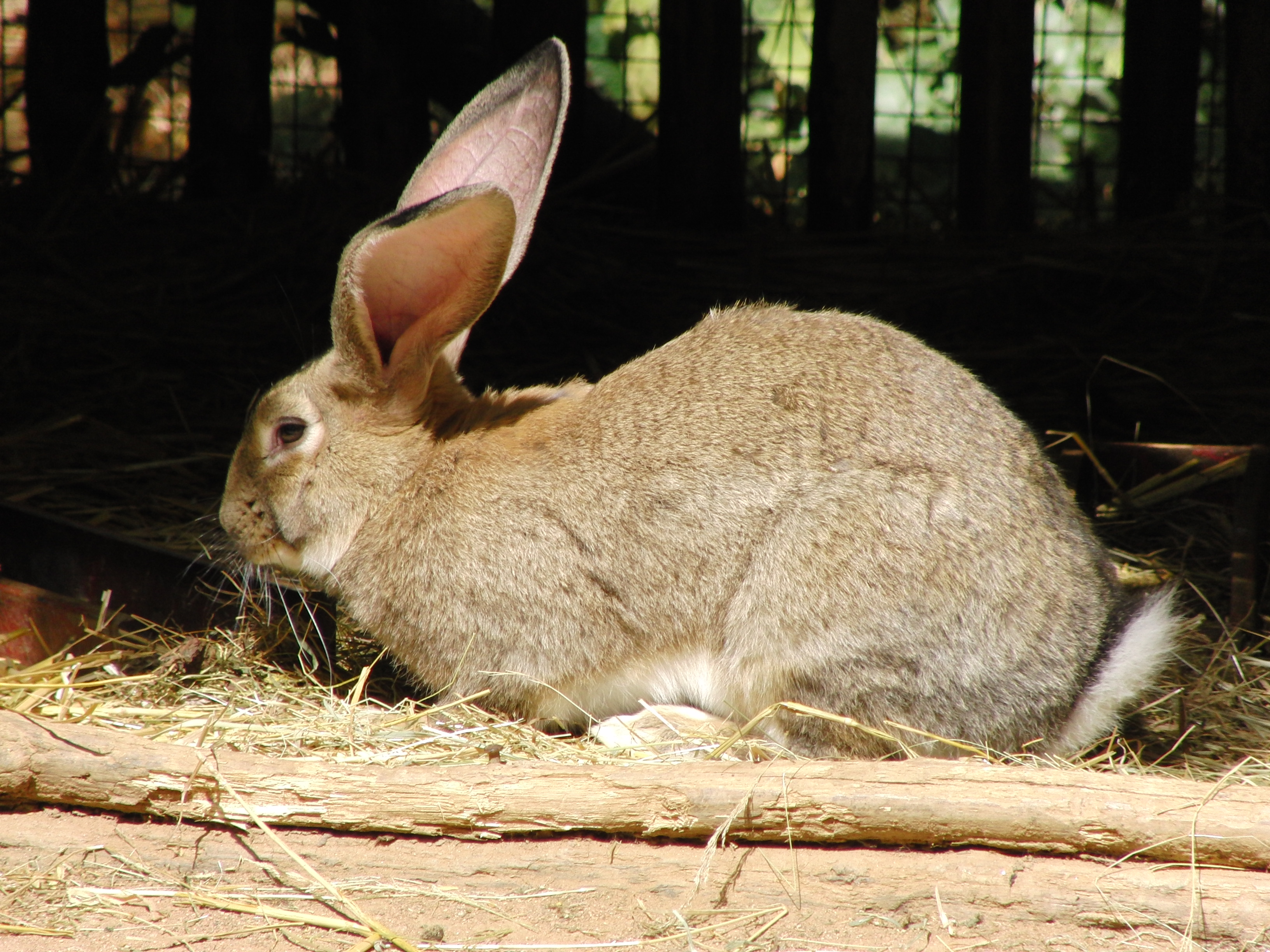
Một con thỏ Pháp

Thỏ Pháp hay còn gọi là thỏ Flemish lớn là một giống thỏ nhà có nguồn gốc từ Bỉ, được phối giống từ thế kỷ 19. Đây là giống thỏ có xuất xứ tại Bỉ nhưng cũng được nuôi phổ biến từ lâu tại nhiều nước châu Âu, châu Mỹ và châu Á. Là giống thỏ có ngoại hình lớn, chúng được nuôi nhiều để lấy thịt thỏ và nhiều sản phẩm khác như lông thỏ, nuôi làm thú cưng, làm vật trình diễn. Đây là giống thỏ thông dụng trên thế giới. Thỏ Flemish Giant được nuôi tại Việt Nam trước năm 1960 và chúng còn được gọi là thỏ Pháp.

## Lịch sử
Thỏ Pháp Flemish Giant có nguồn gốc ở Flanders, một vùng thuộc nước Bỉ, chúng có lịch sử giống hình thành từ lâu đời. Nó được lai tạo vào đầu thế kỷ 16 gần thành phố Ghent, Bỉ. Nó được cho là có nguồn gốc từ một số giống thỏ lấy thịt và lông thỏ làm thuộc da, có thể bao gồm các giống thỏ Steenkonijn (thỏ đá-đề cập đến kích thước cân của Bỉ cũ của một hòn đá hay khoảng 3,76 kg (£ 8 5 oz)) và thỏ châu Âu "Patagonian" sinh sản nay đã tuyệt chủng.
Những con thỏ "Patagonian", một giống lớn mà đã từng được nuôi ở Bỉ và Pháp, không liên quan đến con thỏ Patagonia của Argentina (Sylvilagus brasiliensis), một loài hoang dã riêng có trọng lượng nhỏ hơn £ 2 [2] (khoảng 1 kg), cũng không phải là thỏ Patagonian (Dolichotis patagonum), một loài thuộc họ của động vật gặm nhấm mà không thể giao phối với thỏ. Thomas Coatoam, trong tác phẩm nguồn gốc loài thỏ của ông nói về Flemish Giants cho rằng Biên bản xác thực đầu tiên của Flemish Giant xảy ra vào khoảng năm 1860.
Các tiêu chuẩn đầu tiên cho giống thỏ này được viết vào năm 1893. Các Flemish Giant là tổ tiên của nhiều giống thỏ khắp nơi trên thế giới, một trong số đó là có cả thỏ Bỉ được nhập khẩu vào nước Anh vào giữa thế kỷ thứ 19. Các Flemish Giant đã được xuất khẩu từ Anh và Bỉ sang Mỹ vào những năm 1890, sớm để giúp cải thiện kích thước của thỏ thịt trong giai đoạn bùng nổ về nhu cầu thịt thỏ. Nó ít được chú ý đến khoảng năm 1910, nơi nó bắt đầu xuất hiện tại triển chăn nuôi nhỏ trong cả nước.
Ngày nay, nó là một trong những giống phổ biến hơn tại các cuộc triển lãm thỏ vì kích thước lớn bất thường của nó và màu sắc khác nhau một cách đa dạng của nó. Nó được thúc đẩy bởi các Liên đoàn quốc gia của Flemish Giant Breeders Rabbit, được thành lập vào năm 1915. Các Flemish Giant có nhiều biệt danh, trước hết là "Gentle Giant" cho tính cách của nó là giống duy nhất ngoan ngoãn và cũng là "thỏ phổ thông" hay thỏ phổ biến cho các mục đích đa dạng của nó như con vật cưng, thỏ trình diễn, thỏ nuôi, thỏ thịt và thỏ lấy lông

## Đặc điểm

### Ngoại hình

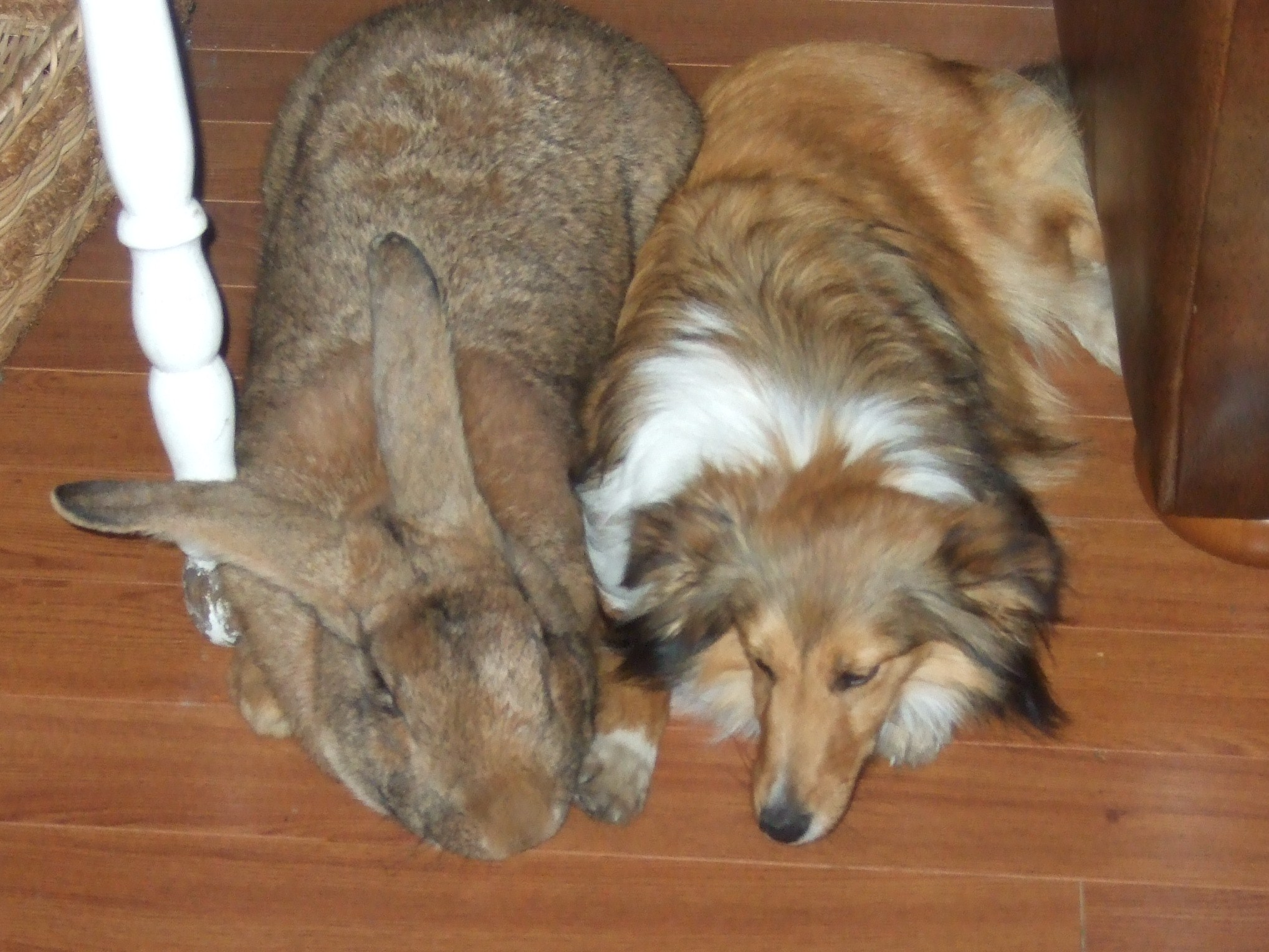
Một con thỏ Pháp có kích thước tương tự như một con chó nhà

Là một trong những giống lớn nhất của thỏ nhà. Là giống thỏ lớn con, nặng gần 5 kg, khối lượng trưởng thành của chúng đạt từ 5,5 – 6 kg. Giống thỏ này rất lớn con, cón có thể trọng từ 6 đến 10 kg. Mặc dù những người cá thể nhất có thể nặng tới 22 lbs, và một trong những lâu nhất trong lịch sử (trong thực tế, nắm giữ kỷ lục cho thỏ dài nhất trong thế giới của bất kỳ loại), chiều dài đo được khoảng 32 inches.
Giants Flemish không thường được coi là "thịt" thỏ vì nhiều của thị trường thỏ thương phẩm tập trung vào thỏ nhỏ hơn, thường là khoảng 70 ngày tuổi. Tại thời điểm này, Giants Flemish đang phát triển khối lượng xương hơn là cơ bắp. Tuy nhiên, khi được nuôi để nướng (dưới 6 tháng) và hầm (trên 6 tháng) tuổi, kích thước của Flemish làm cho người ta mong muốn. Chúng cũng thường được lai với giống thịt thỏ khác, chẳng hạn như thỏ New Zealand trắng, để tăng cả tỷ lệ và cỡ thịt-to-xương.
Thỏ có bộ lông vàng nâu, mình dài, cặp tai dày và dài, chân cao và khoẻ. Nhiều con các phần ức, bụng, bốn bàn chân và đuôi lông màu trắng. Khối lượng giết thịt của thỏ sau 3 tháng đạt từ 2,5 – 3 kg, lông của Giant Flemish được biết đến là bóng và dày đặc. Khi vuốt từ chân sau vào đầu, lông sẽ quay trở lại vị trí ban đầu của nó. Lông chúng đa dạng, nhiều màu nhưng chủ yếu là màu nâu, màu xám và có thể có màu lang.

### Tập tính
Giants Flemish có thể ngoan ngoãn và chịu sự chi phối của người chủ, sự tương tác thường xuyên với con người là một yêu cầu cho điều này xảy ra. Giants Flemish, giống như tất cả các thỏ, có thể trở nên sợ hãi, và đôi khi hung dữ, nếu xử lý không chính xác hoặc thiếu trách nhiệm, chủ sở hữu tiềm năng nên xem xét những yếu tố ngoài kích thước của chúng, mức độ tiêu thụ thực phẩm, sản xuất và chất đại tiện đáng kể trước khi mua. Hạnh phúc của một con Giant Flemish, giống như tất cả các thỏ, phụ thuộc vào sự chăm sóc của một chủ sở hữu có trách nhiệm. Thỏ này có thể không phải là một con vật cưng lý tưởng cho những người chăm sóc trẻ.

### Sinh sản
Số con sơ sinh/lứa từ 7 - tám con. Số lứa/năm là từ 5 - 6 lứa. The American Association Rabbit Breeders '(ARBA) khuyến cáo việc trì hoãn sinh sản của thỏ cái cho đến khi chúng đạt đến phạm vi trọng lượng cao cấp. Đối với Giants Flemish, đây là chuẩn khoảng 14 pounds, và một con thỏ điển hình sẽ đạt trọng lượng này khi chúng khoảng 9 tháng đến một năm. Tuổi thọ sinh sản của một con thỏ là biến đổi. Vài nhà lai tạo không muốn có bất kỳ lứa hơn sau tuổi ba năm trong khi những người khác tiếp tục sản xuất chất lượng cho 5-8 năm. Thời kỳ mang thai là giữa 28-31 ngày. Nhìn chung, chúng cho ra đời thỏ con lúc 30-32 ngày. Flemish Giant thỏ có thể đẻ nhiều lừa thường là từ 5-12 con trong một lứa.

## Sử dụng

### Chăn nuôi
Do kích thước lớn của nó, là Giant Flemish cần sinh hoạt riêng tư đáng kể mà cung cấp cơ hội cho các chuyển động vật lý. Có khuyến cáo giữ thỏ bên trong nhà trong một cây mô hình rất lớn hoặc một phòng riêng ở trong nhà. Thùng lớn thường thích hợp hơn so với thỏ nhỏ và lồng nuôi truyền thống, mà có xu hướng nhỏ hơn và ngắn hơn. Ở Mỹ, tiêu chuẩn của nhà ở cho thỏ có kích cỡ hơn £ 12 phải có ít nhất 5 feet vuông không gian sàn. Kích thước của khu nhà ở phù hợp với tăng kích thước của thỏ.

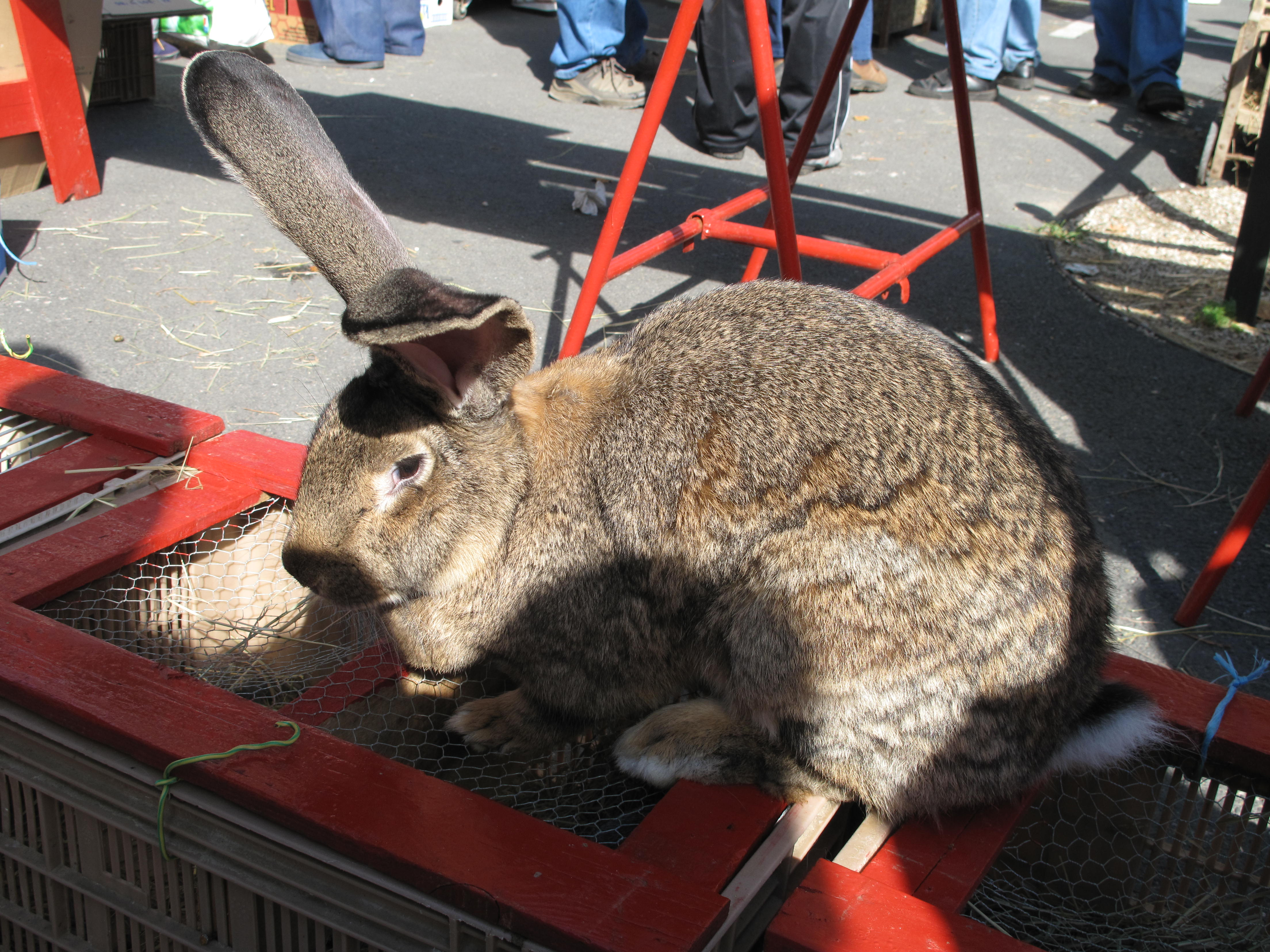

Flemish Giant sẽ đòi hỏi một số lượng lớn các thực phẩm nhỏ hơn so với các giống thỏ nhà. Giống như một số giống thỏ lông ngắn khác, Giant Flemish sẽ thường đòi hỏi sự chú ý nhẹ đến chải chuốt do mái tóc ngắn của mình. Giants Flemish có thể được cho ăn như con thỏ khác, với lượng thức ăn tăng lên để phù hợp với kích thước lớn hơn.
Trong chế độ ăn uống bổ sung và chăm sóc phải được thực hiện để tránh dư thừa protein, calo, và các khoáng chất như muối và calci, mà vượt quá có thể gây sỏi thận, ăn quá nhiều sẽ dẫn đến béo phì là một vấn đề sức khỏe chính cho cả thỏ thương phẩm và vật nuôi. Nên tách rau lá cắt nhỏ mỗi 6 pounds (3 kg) trên trọng lượng cơ thể và không nhiều hơn 2 muỗng canh trái cây hoặc cà rốt mỗi 6 pound trọng lượng cơ thể hàng ngày.
Ở Việt Nam, trước năm 1975, giống thỏ Pháp này được nuôi làm cảnh cho nên ít được phổ biến rộng rãi. Thỏ Pháp chỉ có một màu duy nhất là màu trắng mũi và tai đen đậm. Để tránh nhằm lẫn thì dòng thỏ Pháp có đặc tính là không bao giờ ăn rau cỏ, chỉ ăn bột công nghiệp hoàn toàn. Nếu cho thức ăn xanh vào mà nó ăn thì không phải thỏ Pháp. Thỏ phải nuôi với chế độ phù hợp. Phải nuôi ở nơi thoáng mát nhất trại vì nó đẻ nhiều nhưng nếu khí hậu khắc nghiệt quá là chúng không chịu nuôi con.
Ở Việt Nam cũng dùng giống này là nguyên liệu để lai giống với thỏ địa phương (thỏ ta). đã phải cho lai đến 5 loài thỏ. Lúc đầu, ông cho lai thỏ Việt Nam và thỏ bướm (Pháp), thỏ vằn hung (Pháp) và thỏ Việt Nam. Sau khi thuần dưỡng hai loài thỏ lai được, tiếp tục cho lai với nhau để tạo nên giống thỏ. Giống thỏ này ngoài những cái được như: hình dáng đẹp (đầu nhỏ, nửa thân sau to, đùi to, lông mượt...), thích nghi với khí hậu thì vẫn còn nhược điểm là khá nhỏ so với thỏ nhập ngoại (đạt 5–6 kg) do đó tiếp tục thuần dưỡng và cho lai tạo với thỏ khổng lồ Pháp, cho ra đời loài thỏ đạt trọng lượng 7 kg.
Người ta đã giới thiệu hai giống thỏ hoàn toàn mới được lai tạo từ giống Việt Nam và của Pháp. Hai giống mới này tỏ ra khá ưu việt so với thỏ Việt Nam và cả thỏ nhập ngoại. Giống thỏ mới lớn hơn so với thỏ Việt Nam thuần chủng, thích nghi hơn với điều kiện khí hậu Việt Nam. Vì thế, các loại bệnh về tiêu hóa, hô hấp mà các giống thỏ nhập ngoại mắc phải thì loài thỏ lai này hoàn toàn tránh được.

### Thỏ cưng
Ngoài việc được lưu giữ như là một con vật cưng, Giant Flemish được sử dụng cho lấy thịt, lông thú, show, vật nuôi hỗ trợ điều trị và giáo dục. Giants Flemish do yêu cầu chải chuốt không biến chứng của chúng và tính cách ngoan ngoãn, được sử dụng bởi các chương trình 4-H trên khắp nước Mỹ như một con thỏ là khởi điểm cho việc dạy trẻ em và trách nhiệm chăm sóc gia súc và vật nuôi. Một chương trình thanh niên rất phổ biến bên ngoài của 4-H nhằm thúc đẩy chương trình có trách nhiệm nuôi là Liên đoàn Quốc gia của Flemish Giant Chương trình Thanh niên Breeders. Giants Flemish là giống thỏ thuần lâu đời thứ hai tại Hoa Kỳ, theo sau những giờ hiếm là thỏ Bỉ.